# Amélia I (iate)
O Amélia foi um iate, adquirido pelo Rei D. Carlos I de Portugal. Hoje em dia, o Amélia é, geralmente, designado Amélia I para o distinguir dos posteriores iates homónimos ao serviço de D. Carlos I.

## História
O Amélia era um iate de casco de ferro com 147 toneladas de deslocamento. Foi utilizado pelo Rei D. Carlos I nas campanhas de investigação oceanográfica, que o tornaram num cientista marítimo de renome mundial. Para isso, o Amélia estavam equipado com três embarcações miúdas e com petrechos de investigação.
Em 1897, o Amélia foi trocado pelo Iate Amélia II.